# Трњана
Трњана је насеље Града Пирота у Пиротском округу. Према попису из 2022. има 97 становника (према попису из 2002. било је 157 становника).

## Положај
Трњана је мало насеље на левој обали Нишаве, на потезу „Воденичиште“. Удаљено је 8 км источно од Пирота. Кад се погледа из далека, виде се воћњаци и високе, витке тополе.
Трњана се налази у пределу Горњег понишавља и то између: Великог Јовановца, Пољске Ржане, Малог Јовановца и Крупца. Трњану од Крупца раздваја Нишава, а положај који има према Великом Јовановцу и Пољској Ржани учинио је Да седиште општине за ова три села буде у Трњани. Она је дуги низ година била и седиште школе и црквене парохије.
Трњана се налази на раскрсници путева, и то: од раскрснице у селу према западу пут води ка Пољској Ржани која је удаљена око три
километра; ка југу пут дуг 05 км води ка Великом Јовановцу; ка северу пут дуг 0,5 км преко потеза Белевица и Нишаве води до Крупца: ка северозападу пут дуг 6 км води преко Нишаве до Извора; ка истоку на удаљености око 6 км пут води до Малог Јовановца.
Од свих путева само је кружни пут асфалтиран. Зове се кружни зато што њиме саобраћају аутобуси кружно из Пирота преко Крупца.
Великог Села. Малог и Великог Јовановца. Трњане. Пољске Ржане враћају се у Пирот; други аутобуси круже обратно из Пирота. преко
Пољске Ржане и редом преко осталих села враћају се у Пирот.
Трњана је равничарско село. Може се рећи да се налази на средини Пиротског поља. Северно од села је Нишава. а на три
км даље од ње налазе се огранци планине Видлич;јужно око 17 км налазе се огранци Влашке планине: источно на око 12 км је зараван Тепош а западно град Пирот и планина Белава изнад њега.

## Историја
Иако је Трњана старије насеље од Великог Јовановца и Пољске Ржане. на њеној локацији нема много материјалних остатака из про–
шлости. То због тога. што су насељеници били људи из Висока и других крајева. Они нису смели слободно и отворено пред Турцима да праве трајне објекте. Често су доживљавали погроме и паљења њихових станишта. Стога су градили привремена станишта од материјала који им је био на дохват руке. тј. од дрвета. плота. блата и сламе. Године 1689. и 1737. станишта су им паљена па од њих није остало ништа.
Село је основано у 17. веку, негде од 1630—1670. године.. Првобитно насеље налазило се на један километар јужно од садашње локације и то између гробља и „Клока“, ближе гробљу. Од некадашњег насеља на тој локацији нема ни трага, јер су зграде биле од слабог материјала, па је све изгорело, а становници се
разбежали.То је разлог што нема материјалних остатака о првој локацији села. Нема ни назива — селиште да би се на основу њега установила прва локација.
Легенда каже да је један сељак из рода Мишини убио неког Турчина кад је овај насрнуо на њихов род. Турци који су били са убијеним y друштву запретили су да ће доћи са војском и село спалити, а народ побити. Из стаха од турске освете, сељаци напусте село и одселе се у околину Трна где заснују село истог назива.Турци село спале, али сељаке нису нашли ни побили.

## Назив насеља
Стари људи сматрају да је село добило назив Трњана по граду Трну одакле су. како се мисли, дошли први досељеници. Могуће је да
прво насеље засновали досељеници из околине Трна. Они који су преносили предање о називу села нису јединствени у томе. Други сматрају да је село добило назив по трњу које је расло свуда поред њих и пољу где су напасали овце и другу стоку. Највероватније назив села потиче из тога што свакојаке трње расло у изобиљу око насеља.Ту је било: црног и белог глога, трњина, шипака, чичка, павита и трава са бодљама.

## Демографија
У насељу Трњана живи 140 пунолетних становника, а просечна старост становништва износи 54,9 година (53,3 код мушкараца и 56,2 код жена). У насељу има 72 домаћинства, а просечан број чланова по домаћинству је 2,18.
Ово насеље је великим делом насељено Србима (према попису из 2002. године), а у последња три пописа, примећен је пад у броју становника.
|  |

| Демографија | Демографија | Демографија |
| Година      | Становника  | Становника  |
| ----------- | ----------- | ----------- |
| 1948.       | 462         |             |
| 1953.       | 457         |             |
| 1961.       | 388         |             |
| 1971.       | 350         |             |
| 1981.       | 268         |             |
| 1991.       | 215         | 210         |
| 2002.       | 157         | 159         |

| Етнички састав према попису из 2002.‍ | Етнички састав према попису из 2002.‍ | Етнички састав према попису из 2002.‍ | Етнички састав према попису из 2002.‍ | Етнички састав према попису из 2002.‍ |
| ------------------------------------ | ------------------------------------ | ------------------------------------ | ------------------------------------ | ------------------------------------ |
|                                      |                                      |                                      |                                      |                                      |
| Срби                                 | Срби                                 |                                      | 152                                  | 96,81%                               |
| Роми                                 | Роми                                 |                                      | 5                                    | 3,18%                                |
| непознато                            | непознато                            |                                      | 0                                    | 0,0%                                 |

| \| \| м \| \| \| ж \| \| ? \| 0 \| \| \| 0 \| \| 80+ \| 4 \| \| \| 7 \| \| 75—79 \| 4 \| \| \| 9 \| \| 70—74 \| 9 \| \| \| 10 \| \| 65—69 \| 8 \| \| \| 18 \| \| 60—64 \| 9 \| \| \| 10 \| \| 55—59 \| 6 \| \| \| 7 \| \| 50—54 \| 4 \| \| \| 2 \| \| 45—49 \| 3 \| \| \| 1 \| \| 40—44 \| 2 \| \| \| 2 \| \| 35—39 \| 3 \| \| \| 1 \| \| 30—34 \| 5 \| \| \| 7 \| \| 25—29 \| 2 \| \| \| 3 \| \| 20—24 \| 1 \| \| \| 1 \| \| 15—19 \| 3 \| \| \| 3 \| \| 10—14 \| 0 \| \| \| 3 \| \| 5—9 \| 4 \| \| \| 3 \| \| 0—4 \| 1 \| \| \| 2 \| \| Просек : \| 53,3 \| \| \| 56,2 \| |      |  |  |      |
| |      |  |  |      |
| | м    |  |  | ж    |
| ? | 0    |  |  | 0    |
| 80+ | 4    |  |  | 7    |
| 75—79 | 4    |  |  | 9    |
| 70—74 | 9    |  |  | 10   |
| 65—69 | 8    |  |  | 18   |
| 60—64 | 9    |  |  | 10   |
| 55—59 | 6    |  |  | 7    |
| 50—54 | 4    |  |  | 2    |
| 45—49 | 3    |  |  | 1    |
| 40—44 | 2    |  |  | 2    |
| 35—39 | 3    |  |  | 1    |
| 30—34 | 5    |  |  | 7    |
| 25—29 | 2    |  |  | 3    |
| 20—24 | 1    |  |  | 1    |
| 15—19 | 3    |  |  | 3    |
| 10—14 | 0    |  |  | 3    |
| 5—9 | 4    |  |  | 3    |
| 0—4 | 1    |  |  | 2    |
| Просек : | 53,3 |  |  | 56,2 |

| Година пописа     | 1948. | 1953. | 1961. | 1971. | 1981. | 1991. | 2002. |
| ----------------- | ----- | ----- | ----- | ----- | ----- | ----- | ----- |
| Број домаћинстава | 98    | 98    | 90    | 92    | 90    | 81    | 72    |

| Број чланова      | 1  | 2  | 3 | 4 | 5 | 6 | 7 | 8 | 9 | 10 и више | Просек |
| ----------------- | -- | -- | - | - | - | - | - | - | - | --------- | ------ |
| Број домаћинстава | 27 | 27 | 7 | 3 | 5 | 3 | 0 | 0 | 0 | 0         | 2,18   |

| Пол    | Укупно | Неожењен/Неудата | Ожењен/Удата | Удовац/Удовица | Разведен/Разведена | Непознато |
| ------ | ------ | ---------------- | ------------ | -------------- | ------------------ | --------- |
| Мушки  | 63     | 11               | 46           | 6              | 0                  | 0         |
| Женски | 81     | 7                | 44           | 28             | 2                  | 0         |
| УКУПНО | 144    | 18               | 90           | 34             | 2                  | 0         |

| Пол    | Укупно                    | Пољопривреда, лов и шумарство | Рибарство                            | Вађење руде и камена | Прерађивачка индустрија       |
| ------ | ------------------------- | ----------------------------- | ------------------------------------ | -------------------- | ----------------------------- |
| Мушки  | 21                        | 3                             | 0                                    | 0                    | 7                             |
| Женски | 18                        | 12                            | 0                                    | 0                    | 5                             |
| Укупно | 39                        | 15                            | 0                                    | 0                    | 12                            |
|        |                           |                               |                                      |                      |                               |
| Пол    | Производња и снабдевање   | Грађевинарство                | Трговина                             | Хотели и ресторани   | Саобраћај, складиштење и везе |
| Мушки  | 2                         | 0                             | 2                                    | 0                    | 4                             |
| Женски | 0                         | 0                             | 0                                    | 0                    | 0                             |
| Укупно | 2                         | 0                             | 2                                    | 0                    | 4                             |
|        |                           |                               |                                      |                      |                               |
| Пол    | Финансијско посредовање   | Некретнине                    | Државна управа и одбрана             | Образовање           | Здравствени и социјални рад   |
| Мушки  | 0                         | 0                             | 1                                    | 2                    | 0                             |
| Женски | 0                         | 0                             | 0                                    | 1                    | 0                             |
| Укупно | 0                         | 0                             | 1                                    | 3                    | 0                             |
|        |                           |                               |                                      |                      |                               |
| Пол    | Остале услужне активности | Приватна домаћинства          | Екстериторијалне организације и тела | Непознато            | Непознато                     |
| Мушки  | 0                         | 0                             | 0                                    | 0                    | 0                             |
| Женски | 0                         | 0                             | 0                                    | 0                    | 0                             |
| Укупно | 0                         | 0                             | 0                                    | 0                    | 0                             |

## Галерија
- Кућа из 1936.г.
- Натпис на кући
- Чесма
- Улица
- Трафо станица
- Љуљашка
- Раскрсница